# Daïras de la wilaya de Souk Ahras
La wilaya de Souk Ahras compte 10 daïras.

1. Bir Bou Haouch
2. Heddada
3. M'daourouch
4. Mechroha
5. Merahna
6. Ouled Driss
7. Oum El Adhaim
8. Sedrata
9. Souk Ahras
10. Taoura

## Daïras de la wilaya de Souk Ahras
| Daïra          | Nombre de communes | Communes                                | Superficie (km²) | Population (hab.) |
| -------------- | ------------------ | --------------------------------------- | ---------------- | ----------------- |
| Bir Bou Haouch | 3                  | Bir Bou Haouch, Zouabi, Safel El Ouiden | ...              | ...               |
| Heddada        | 3                  | Heddada, Khedara, Ouled Moumen          | ...              | ...               |
| M'daourouch    | 3                  | M'daourouch, Tiffech, Ragouba           | ...              | ...               |
| Mechroha       | 2                  | Mechroha, Hanancha                      | ...              | ...               |
| Merahna        | 3                  | Merahna, Ouillen, Sidi Fredj            | ...              | ...               |
| Ouled Driss    | 2                  | Ouled Driss, Aïn Zana                   | ...              | ...               |
| Oum El Adhaim  | 3                  | Oum El Adhaim, Terraguelt, Oued Keberit | ...              | ...               |
| Sedrata        | 3                  | Sedrata, Khemissa, Aïn Soltane          | ...              | ...               |
| Souk Ahras     | 1                  | Souk Ahras                              | ...              | ...               |
| Taoura         | 3                  | Taoura, Dréa, Zaarouria                 | ...              | ...               |